# Stazione di Cusano
Stazione di Cusano vasútállomás Olaszországban, Zoppola településen.

## Vasútvonalak
Az állomást az alábbi vasútvonalak érintik:
- Velence–Udine-vasútvonal

## Kapcsolódó állomások
A vasútállomáshoz az alábbi állomások vannak a legközelebb:
- Stazione di Pordenone
- Stazione di Casarsa